# 18281 Tros
18281 Tros este o planetă minoră (asteroid), cu un diametru de 13,976 km, din Asteroid troian al lui Jupiter. A fost descoperită pe 16 octombrie 1977 la Observatorul Palomar de Cornelis Johannes van Houten. 
Obiectul prezintă o orbită caracterizată de o semiaxă mare de 5,1997372 UAi, o excentricitate de 0,104, o înclinație de 9,54452 ° în raport cu ecliptica.